# Soto de la Vega
Soto de la Vega es un municipio y lugar español de la provincia de León, en la comunidad autónoma de Castilla y León. Sus habitantes se dedican mayoritariamente a la agricultura, la ganadería y al sector servicios. Cuenta con una población de 1493 habitantes (INE 2024).

## Localidades
El municipio está compuesto por las localidades de:
- Alcaidón
- Huerga de Garaballes
- Oteruelo de la Vega
- Requejo de la Vega
- Santa Colomba de la Vega
- Soto de la Vega
- Vecilla de la Vega

## Demografía
Cuenta con una población de 1493 habitantes (INE 2024).
| Gráfica de evolución demográfica de Soto de la Vega entre 1842 y 2021                                                 |
| |
| Población de derecho según los censos de población del INE. Población de hecho según los censos de población del INE. |

## Patrimonio
En este municipio se encuentra la pedanía de Santa Colomba de la Vega, cuya iglesia —de los siglos XIV-XV— fue declarada Monumento Nacional en 1943 debido a su artesonado mudéjar. Tras sufrir daños diversos por el paso del tiempo y el hundimiento de un nido de cigüeña, el artesonado fue restaurado a finales del siglo XX.